# Shin Jong-hun
Shin Jong-hun (ur. 5 maja 1989) – południowokoreański bokser wagi papierowej, wicemistrz świata. 
W 2011 roku podczas mistrzostw świata amatorów w Baku zdobył srebrny medal w kategorii papierowej (do 49 kg). 
Brązowy medalista mistrzostw świata w 2009 roku w Mediolanie. Olimpijczyk z Londynu (2012).